# Ecsenius caeruliventris
Ecsenius caeruliventris är en fiskart som beskrevs av Springer och Allen 2004. Ecsenius caeruliventris ingår i släktet Ecsenius och familjen Blenniidae. Inga underarter finns listade i Catalogue of Life.